# Fillmore (Utah)
Fillmore é uma cidade localizada no estado norte-americano de Utah, no Condado de Millard.

## Demografia
Segundo o censo norte-americano de 2000, a sua população era de 2253 habitantes.
Em 2006, foi estimada uma população de 2204, um decréscimo de 49 (-2.2%).

## Geografia
De acordo com o United States Census Bureau tem uma área de
14,9 km², dos quais 14,9 km² cobertos por terra e 0,0 km² cobertos por água. Fillmore localiza-se a aproximadamente 1565 m acima do nível do mar.

## Localidades na vizinhança
O diagrama seguinte representa as localidades num raio de 36 km ao redor de Fillmore.